# Elen Leroyer
Elen Guadalupe Leroyer (San Genaro, Santa Fe, Argentina; 4 de enero de 1998) es una futbolista argentina. Juega de defensora y mediocampista en Talleres de la Primera División A de Argentina.

## Trayectoria

### Inicios
Se formó en el club Independiente 22 de Febrero. Antes, jugaba partidos callejeros con su hermano y vecinos varones en su barrio.

### Club Atlético River Plate
En 2014 llega a River Plate donde permanece hasta 2015.

### Liga Santafesina y torneos regionales
Desde su partida de River, en 2015 jugó en el Club Sastre de Cañada de Rosquín. En 2016 jugóen Colón de Santa Fé disputando la Liga Santafesina. de 2017 a 2018 hizo lo propio en Club Atlético Logia de Rosario. Después pasó por Unión San Pedro de Cañada Rosquín.

### Segunda etapa en River Plate
En julio de 2020 vuelve al conjunto de Núñez siendo su segunda etapa en el club. En inicios de 2021 se confirma su baja de las Millonarias.

### Rosario Central
Para 2021 recala con Las Canallas. En enero de 2022 firma su primer contrato profesional hasta diciembre del mismo año.

### Independiente
En enero de 2023 se confirma su pase a Las Diablas.

### Segunda etapa en Rosario Central
En 2024, juega nuevamente para Central.

### Talleres
Para la temporada 2025, es anunciada como nuevo refuerzo de Las Matadoras. Formó parte del primer grupo de futbolistas del club en firmar un contrato profesional.

## Selección nacional
Formó parte de la Selección de fútbol sub-20 de Argentina desde 2015 y disputó el Torneo Sudamericano Sub-20 Femenino de Ecuador 2018. Mientras entrenaba en esta categoría, recibió el llamado a la Selección mayor.

## Estadísticas

### Clubes
| Club            | País      | Año           |
| --------------- | --------- | ------------- |
| River Plate     | Argentina | 2014 - 2015   |
| Sastre          | Argentina | 2015          |
| Colón           | Argentina | 2016          |
| Logia           | Argentina | 2017 - 2018   |
| Unión San Pedro | Argentina | 2019          |
| River Plate     | Argentina | 2020          |
| Rosario Central | Argentina | 2021 - 2022   |
| Independiente   | Argentina | 2023          |
| Rosario Central | Argentina | 2024          |
| Talleres        | Argentina | 2025-presente |